# پون دان
پون دان (به فرانسوی: Pont-d'Ain) یک کمون (فرانسه) در فرانسه است که در ان (اوورنی-رون-آلپ) واقع شده‌است.
 پون دان ۱۱٫۲۲ کیلومتر مربع مساحت دارد  ۲۴۶ متر بالاتر از سطح دریا واقع شده‌است.